# Ethirothrips
Ethirothrips är ett släkte av insekter. Ethirothrips ingår i familjen smaltripsar.
Kladogram enligt Catalogue of Life:
| Ethirothrips | \| \| Ethirothrips brevis \| \| \| \| \| \| Ethirothrips obscurus \| \| \| \| |
|              | \| \| Ethirothrips brevis \| \| \| \| \| \| Ethirothrips obscurus \| \| \| \| |
|              | Ethirothrips brevis                                                           |
|              |                                                                               |
|              | Ethirothrips obscurus                                                         |
|              |                                                                               |